# Stade Jos Haupert
Stade Jos Haupert – stadion piłkarski położony w południowo-zachodniej części Luksemburga, w miejscowości Niederkorn. Aktualna siedziba klubu Progrès Niedercorn. Stadion ma pojemność 4 830 osób.